# Патрули гражданской самообороны
Патрули гражданской самообороны (исп. Patrullas de Autodefensa Civil, PAC), официальное название Добровольческие комитеты гражданской самообороны (исп. Comites voluntarios de Autodefensa Civil) — гватемальские контрповстанческие антикоммунистические формирования времён гражданской войны. Комплектовались из крестьян, преимущественно зажиточных, и сельского люмпенства. Созданы декретом президента Риос Монтта 1 августа 1982 года, хотя начали формироваться ещё при его предшественнике Лукасе Гарсия. В первой половине 1980-х годов активно использовались для борьбы с левым партизанским движением. Действовали под руководством гватемальской армии. В период наибольшей активности объединяли до миллиона человек. Официально расформированы в процессе мирного урегулирования 29 декабря 1996 года, хотя часть их сети сохранилась. Их участники отметились в пытках и убийствах других крестьян (по оценке одной из комиссий, за 90% из 700 массовых убийств и 100 тысяч исчезновений стояли патрули и армия).

## Потребность в «сельских эскадронах»
С 1960 года в Гватемале шла гражданская война между правыми военными правительствами и левыми, иногда прокоммунистическими, повстанческими движениями. Правящие военные режимы опирались на поддержку правоориентированной части общества. Ультраправые антикоммунисты организовали военизированные структуры типа «эскадронов смерти», крупнейшей из которых являлась Mano Blanca. Однако эти организации базировались в основном в городах, тогда как партизанское движение развивалось преимущественно в сельской местности.
С 1980 года правительство генерала Ромео Лукаса Гарсиа приступило к формированию сельских антипартизанских ополчений. Организацию возглавил брат президента, начальник штаба гватемальской армии Бенедикто Лукас Гарсиа. Системная активизация началась с осени 1981. Задачей объявлялась защита деревень от повстанцев. В «проблемных» населённых пунктах, прежде всего индейских деревнях, под армейским контролем создавались подобия военных поселений. Жители проходили военное обучение и идеологическую обработку, вводился соответствующий режим дня. Наибольший отклик антикоммунистические лозунги и антиповстанческие призывы находили среди относительно зажиточных крестьян и среди деревенских люмпенов. Через сельскую самооборону правительство старалось включить гватемальских индейцев в общегосударственную систему, преодолеть разрыв между коренным населением с одной стороны, креолами и «ладинос» с другой.

## «Патрулерос» в гражданской войне
В марте 1982 года в результате военного переворота к власти в Гватемале пришёл генерал Эфраин Риос Монтт. Новый президент сделал сознательную ставку на массовое вовлечение крестьянства в гражданскую войну на стороне правительства. 1 апреля 1982 был обнародован «Национальный план безопасности и развития», в соответствии с которым деревенским жителям предписывалось собственными силами покончить с повстанчеством в районах своего проживания.

Был провозглашён принцип «бобов и пуль»: если ты с нами — мы тебя накормим, если против — застрелим.

Организаторами Патрулей гражданской самообороны (PAC), как правило, являлись армейские офицеры — сomisionados militares (военные комиссары). Непосредственное командование осуществляли уполномоченные из крестьян. Patruleros — «патрулерос», члены формирований — отвечали за охрану своих деревень от повстанцев, их выявление и уничтожение. Они выполняли вспомогательные функции при армейских операциях, вступали в собственные боестолкновения с партизанскими отрядами. Эти столкновения бывали крупными, потери исчислялись десятками.
За сравнительно короткое (менее полутора лет) президентство Риоса Монтта отряды «патрулерос» достигли численности в 900 тысяч человек, что составляло до 80 % взрослого мужского населения соответствующих территорий. На этот же период пришлись наиболее жестокие бои и репрессии. По некоторым оценкам, в 1982—1983 погибло более половины жертв гватемальской гражданской войны.
Присоединение к PAC не всегда происходило на добровольной основе, отказ мог повлечь самые тяжёлые последствия. Однако власти старались сделать участие в патрулях привлекательным и выгодным.

Членство в «патрулерос» расширяло социально-экономические перспективы. Крестьян-антикоммунистов наделяли землёй и недвижимостью. Часто по принципу «бери, если можешь». Таким своеобразным путём осуществилось крупное перераспределение земельной собственности. Обеспечившее социальную базу гватемальским правым и массы фанатичных приверженцев лично Риос Монтту.

PAC действовали в тесном оперативном взаимодействии с армией, получали стрелковое оружие из армейских арсеналов. Однако военные не вполне доверяли ополченцам, особенно из индейских деревень. Поэтому значительная часть «патрулерос» была вооружена охотничьими ружьями, мачете, иногда дубинами. «Патрулерос» были официально наделены правами применения оружия, задержаний и допросов. При этом они подчинялись воинскому уставу и подвергались наказаниям за нарушения военной дисциплины.
По имеющейся статистике, 20—25 % погибших в гражданскую войну были убиты ополченцами-«патрулерос». Левые повстанцы называли их «реакционными бандами врагов народа и революции».
На выборах 1984 и 1985, после отстранения Риоса Монтта, PAC являлись электоратом ультраправого Движения национального освобождения и Партии антикоммунистического единства.
Деятельность Патрулей гражданской самообороны представляла собой ключевой элемент практики «риосмонттизма».

## Урегулирование и расформирование
В августе 1983 года Эфраин Риос Монтт был отстранён от власти генералом Оскаром Мехиа Викторесом. В 1985 президентом Гватемалы был избран христианский демократ Винисио Сересо. Ожесточённость боёв и масштабы репрессий несколько снизились. Численность «патрулерос» сократилась до 500 тысяч человек.
В 1987 начались переговоры о политическом урегулировании, затянувшиеся почти на десятилетие. Мирное соглашение было подписано в конце 1996. Годом ранее, в процессе урегулирования, были расформированы Патрули гражданской обороны, насчитывавшие на тот момент около 375 тысяч человек.

## Послевоенная консолидация
Мирные договорённости предполагали социальные льготы и материальные компенсации для участников гражданской войны с обеих сторон. Однако денежные выплаты миллиону «патрулерос» легли тяжёлым бременем на бюджет. В 2005 году президент Оскар Бергер обусловил их получение выполнением ряда работ в сельском и лесном хозяйстве (обработка земли, высаживание деревьев). Проект был реализован, но вызвал недовольство многих бывших «патрулерос».
Некоторые военные комиссары и активные «патрулерос» были привлечены к судебной ответственности за убийства совершённые в годы гражданской войны. Однако этот процесс не принял широких масштабов.
Бывшие «патрулерос» и члены их семей остаются консолидированной социальной группой, массовой базой «риосмонттизма». Они объединены в свои региональные ассоциации (Asociación de Antiguos Miembros de las Patrullas de Autodefensa Civil). Наиболее активная структура действует в департаменте Петен под руководством депутата Росенды дель Кармен Перес Валлес.

Члены расформированных Патрулей гражданской самообороны (PAC) потребовали денежных выплат за помощь, оказанную армии во время гражданской войны. 17 июня 2002 года тысячи бывших патрулерос заблокировали основные дороги в Петене, крупнейшем департаменте Гватемалы. Звучали угрозы сжечь нефтяные объекты, если полиция или армия попытаются подавить протест. «Если хотят войны, они её получат. У нас есть люди в горах, — сказала спикер PAC Росенда дель Кармен Перес Валлес. — Если нас атакуют, мы будем защищаться оружием». Перес Валлес известна как сильный лидер в команде бывших патрулерос.

Они составляют значительную часть электората правых сил Гватемалы — Гватемальского республиканского фронта (основан Риосом Монттом), Патриотической партии (лидер — генерал Отто Перес Молина, в 2012—2015 президент Гватемалы), Фронта национальной конвергенции (создан по инициативе ветеранской ассоциации Аvemilgua, лидеры — Джимми Моралес, Эдгар Овалье Мальдонадо).
В мае 2013 года Конституционный суд Гватемалы аннулировал приговор к 80 годам заключения, ранее вынесенный в отношении Риоса Монтта. Немалую роль в этом решении сыграла позиция организованных «патрулерос»:

Судьи подвергались давлению со стороны Avemilgua, которая угрожала мобилизовать до 50 тысяч бойцов Патрулей гражданской самообороны, идти на столицу и парализовать страну ради освобождения старого каудильо.

Представители левых, правозащитных и профсоюзных организаций утверждают, что традиции и структуры PAC целенаправленно сохраняются в современной Гватемале для использования в криминальных конфликтах и «социальных чистках».